# Hotel Montana (Luzern)
Koordinaten: 47° 3′ 22,8″ N, 8° 19′ 10,8″ O; CH1903: 666936 / 212077

Hotel Montana im Jahr 1948

Das Hotel Montana steht an der Adligenswilerstrasse 22 in der Schweizer Stadt Luzern über der Schweizerischen Hotelfachschule Luzern (SHL) an einem Hang (genannt Halde) mit Sicht auf den Vierwaldstättersee. 

## Gebäude und Zugang
Das Hotel Montana wurde als eines der letzten Palasthotels in Luzern im Stil der Art déco erbaut. Es ist mit Vier Sternen klassifiziert und auf der Liste der Kulturgüter in Luzern als national bedeutend aufgeführt.
Von der Haldenstrasse (gegenüber dem Grand Hotel Mandarin Oriental Palace) führt eine der kürzesten Standseilbahnen der Schweiz die Gäste direkt zur Hotelrezeption. Diese hält auch auf den Stockwerken der SHL.

## Geschichte
Von 1908 bis 1910 wurde das vom Luzerner Architekturbüro Möri & Krebs entworfene Hotel durch Alfred Schrämli erbaut. Er war gleichzeitig auch der erste Hotelier. Seit 1944 ist das Hotel im Besitz der Hotel & Gastro Union. Diese führte auch die verbandseigene SHL, die 1987 vom Hotelbetrieb getrennt wurde. Zwischen 1999 und 2003 erfolgte eine etappierte Totalrenovierung des Gebäudes.

## Nutzung
Das Gebäude hat ein öffentliches Gault-Millau Restaurant (Scala). Ausserdem beherbergt das Hotel die Louis Bar, die für eine grosse Whisky-Auswahl und eine Jazz-Jamsession jeden Donnerstagabend (seit 1996) bekannt ist.